# Muley El-Mehdi Moskee
De Muley El-Mehdi-moskee is een moskee in de Spaanse exclave Ceuta.

## Geschiedenis
De bouw van de moskee begon in 1939 en werd voltooid in 1940. Vervolgens werd het ingehuldigd op 18 juli 1940. In 2017 onderging het gebouw een renovatie.

## Architectuur
De moskee is de grootste in Ceuta.